# Stormvloed van 1916

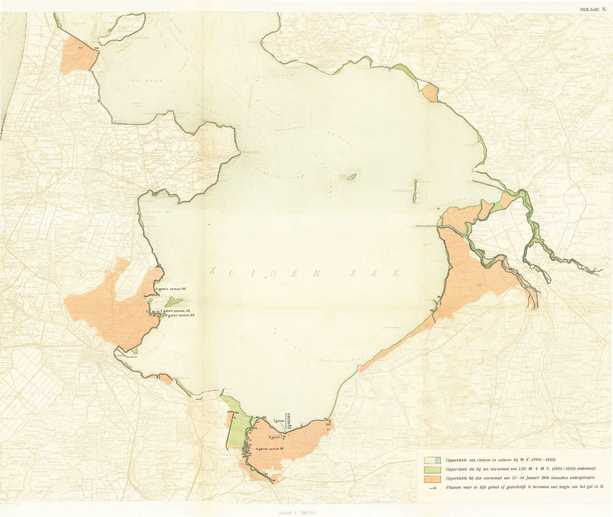
Bij de stormvloed van 13 januari 1916 ondergelopen gebieden, kaart uit rapport Rijkswaterstaat van september 1916.

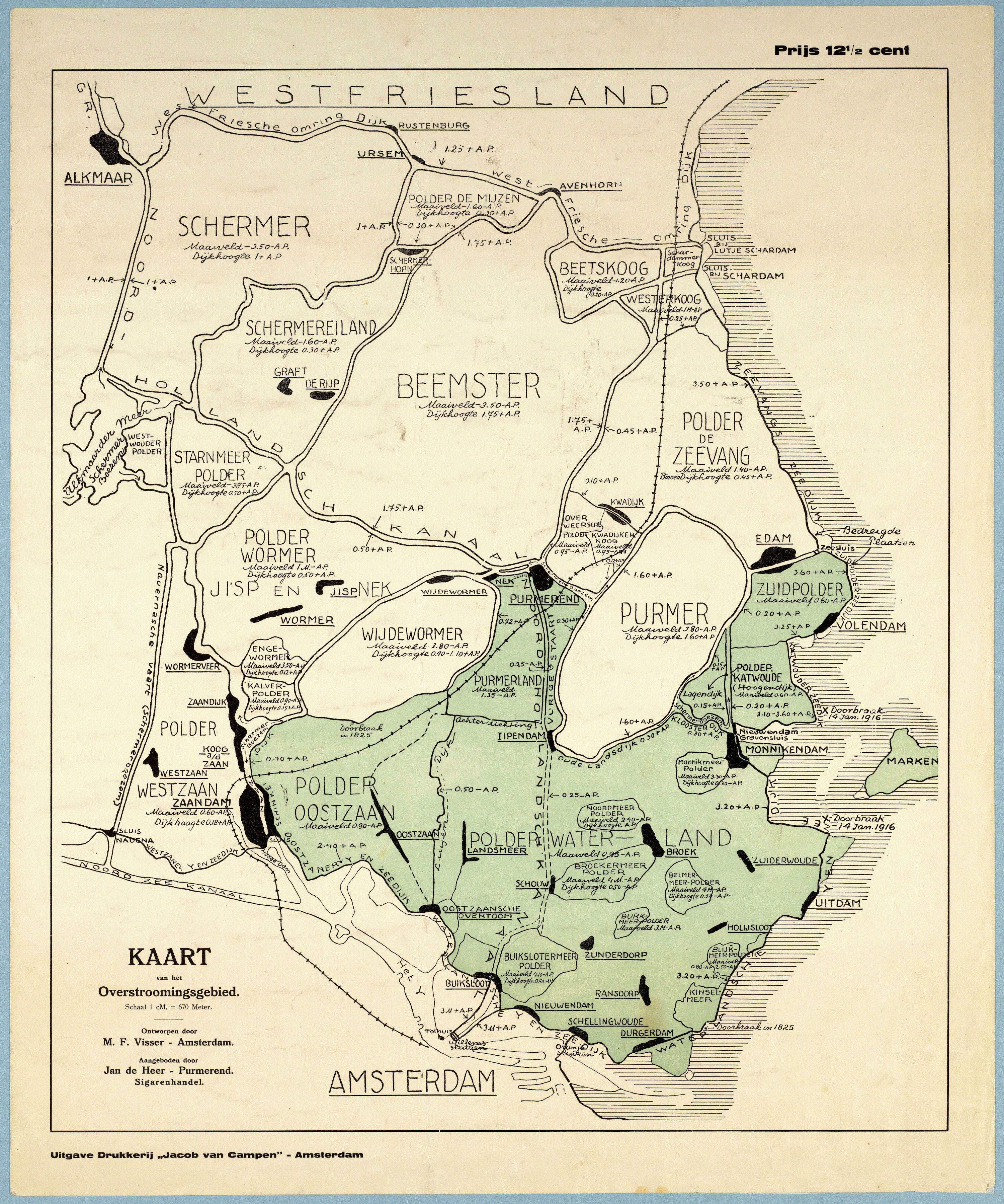
Kaart van het overstromingsgebied Waterland in 1916. Omvattende de polders Waterland, Oostzaan, Purmerland, Zuiderpolder en Katwoude.

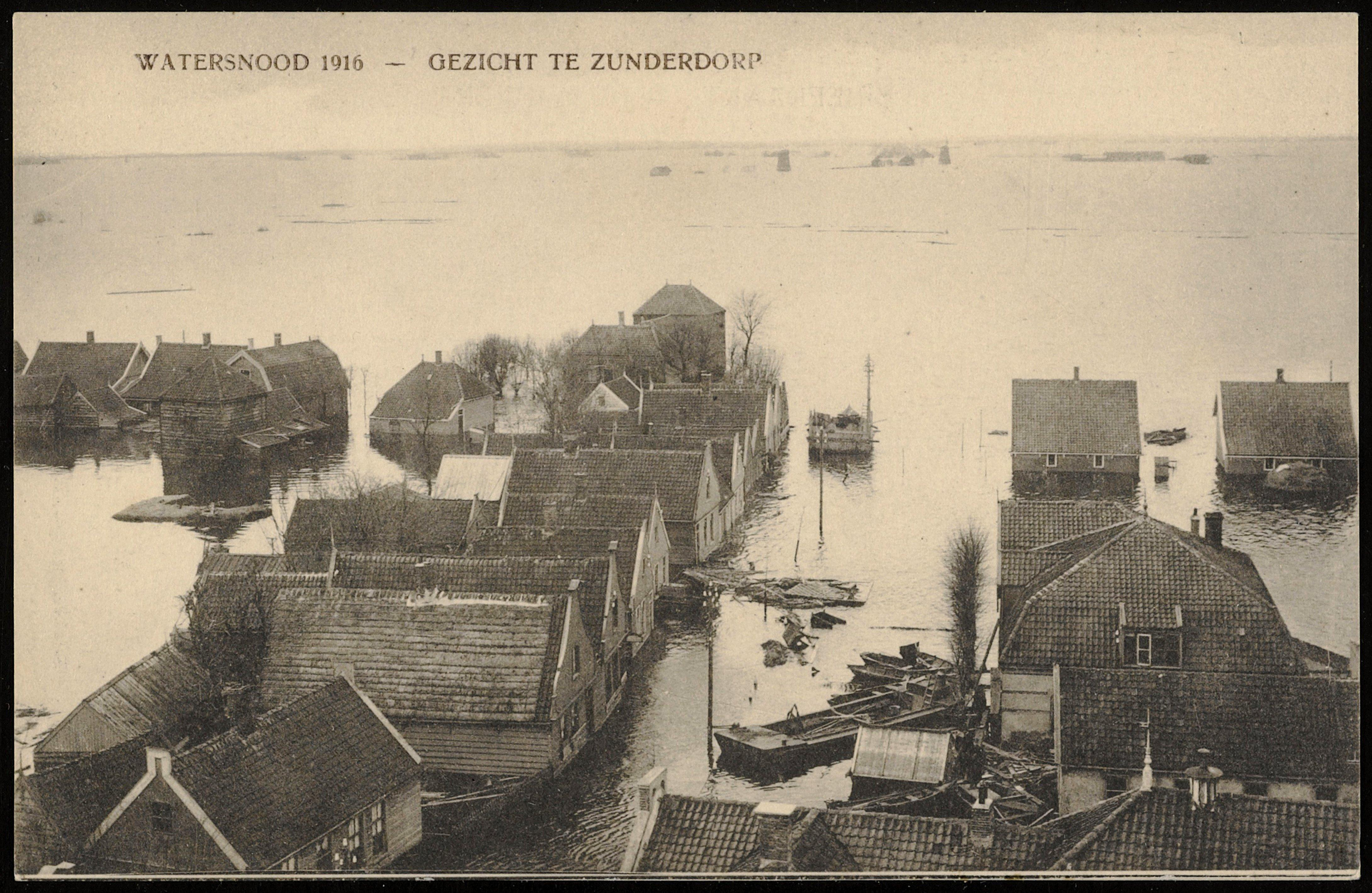
Zunderdorp.

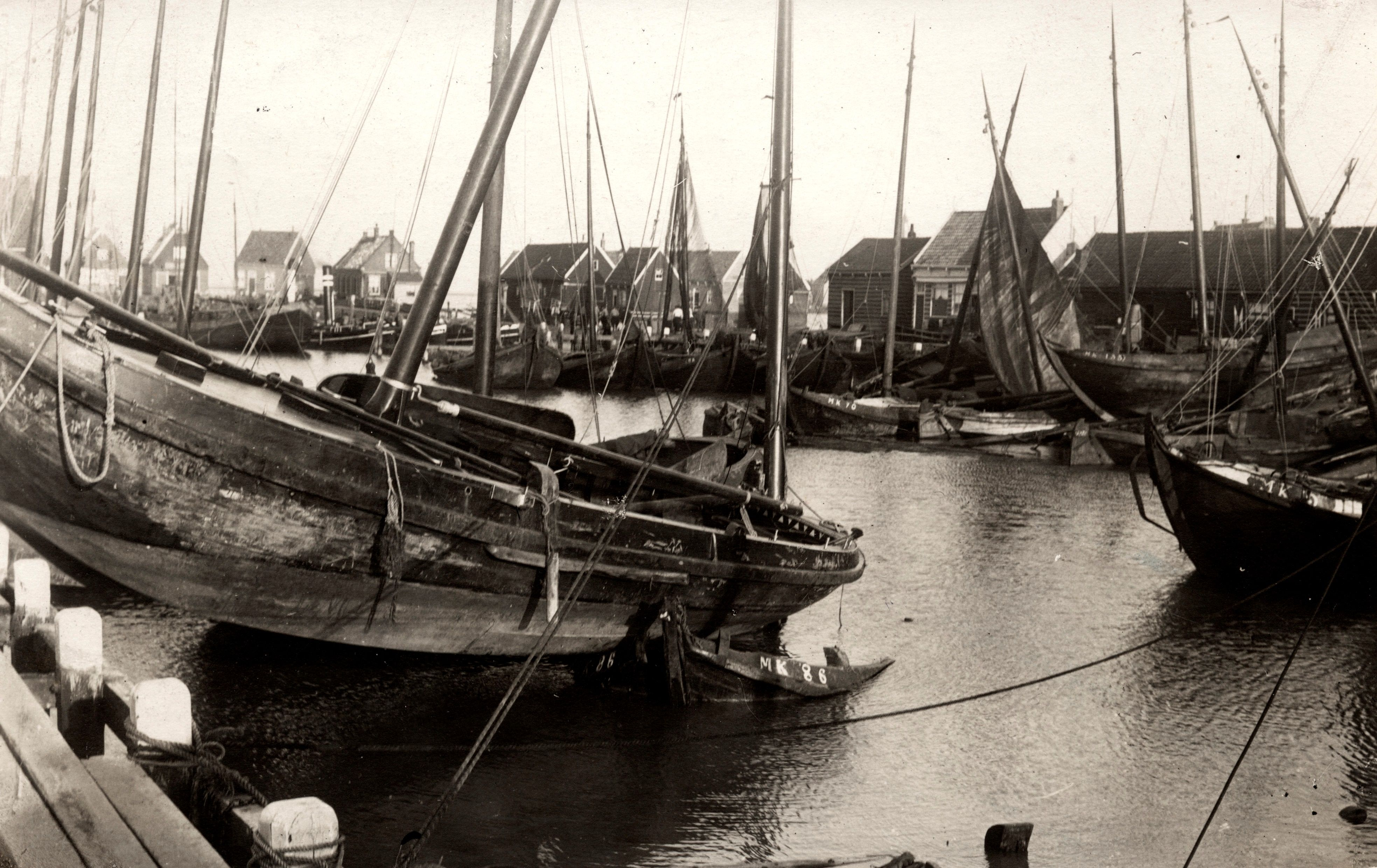
De haven van Marken na de overstroming.

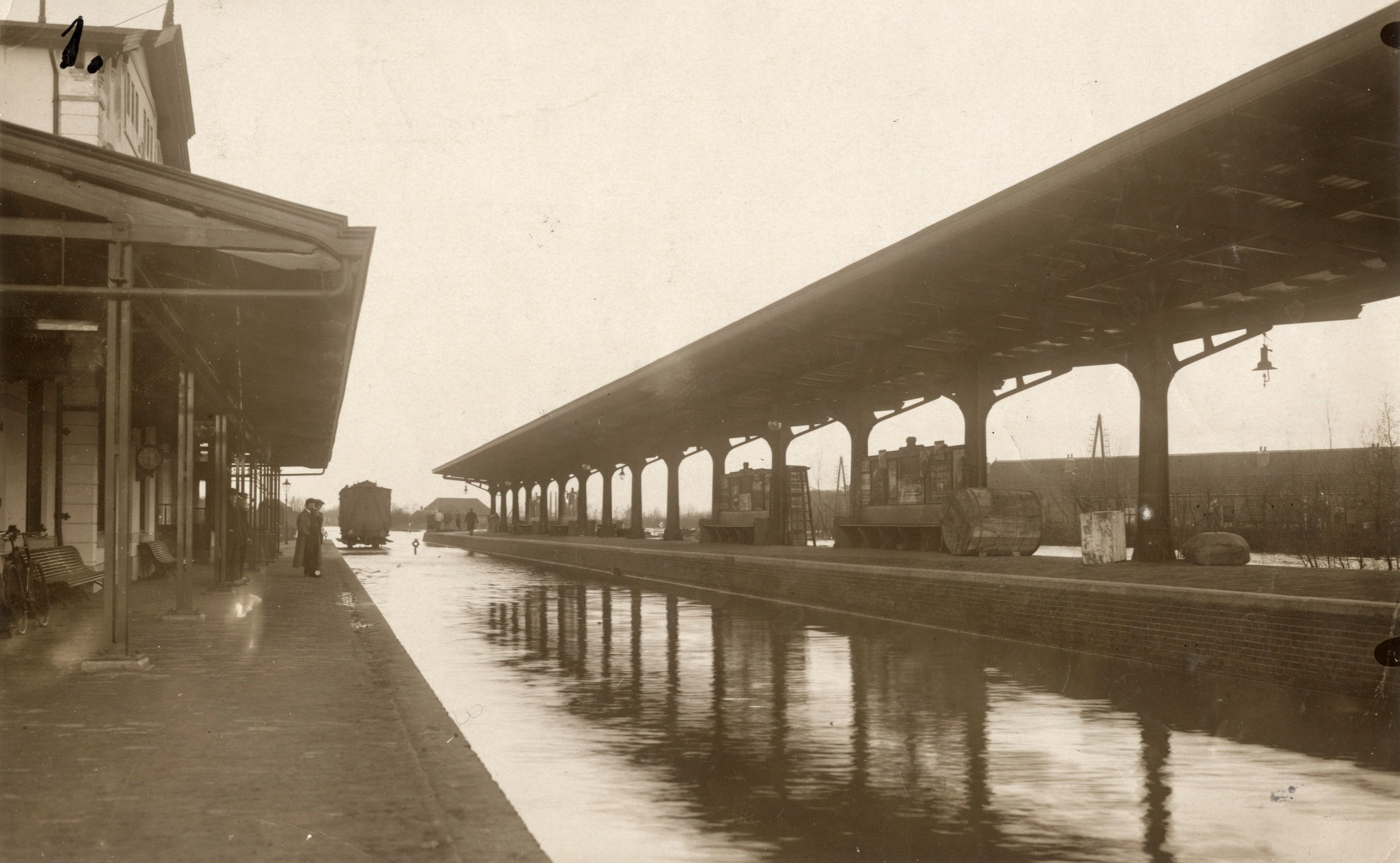
Station Nijkerk.

Overstroming van de Eem op de Grote Koppel in Amersfoort.

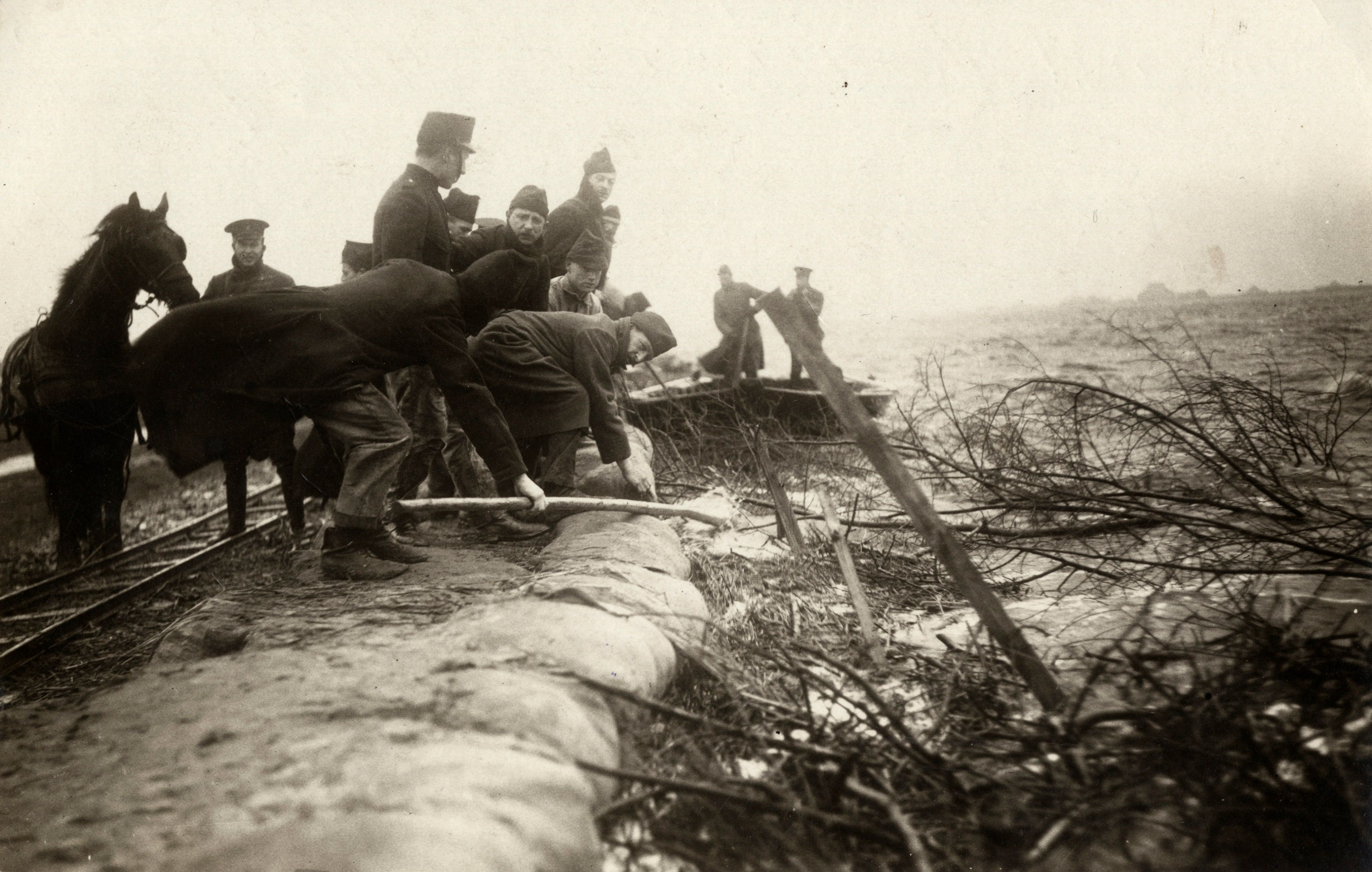
Militairen en burgers zijn ingezet om noodzeeweringen te leggen in de Anna Paulownapolder. Zakken met klei en zand worden neergelegd en daarna met aarde bedekt.

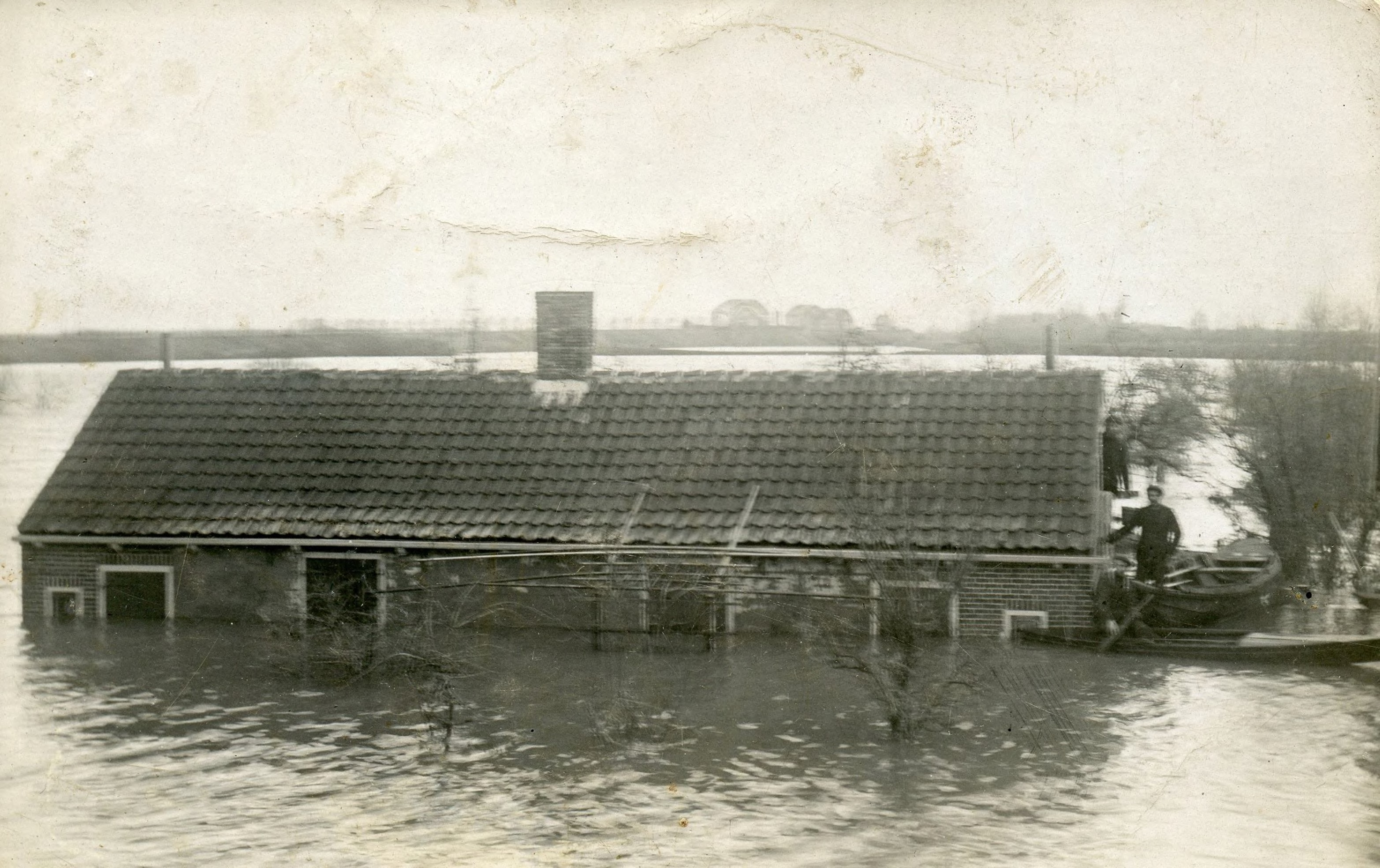
Overstroming bij Spijkenisse.

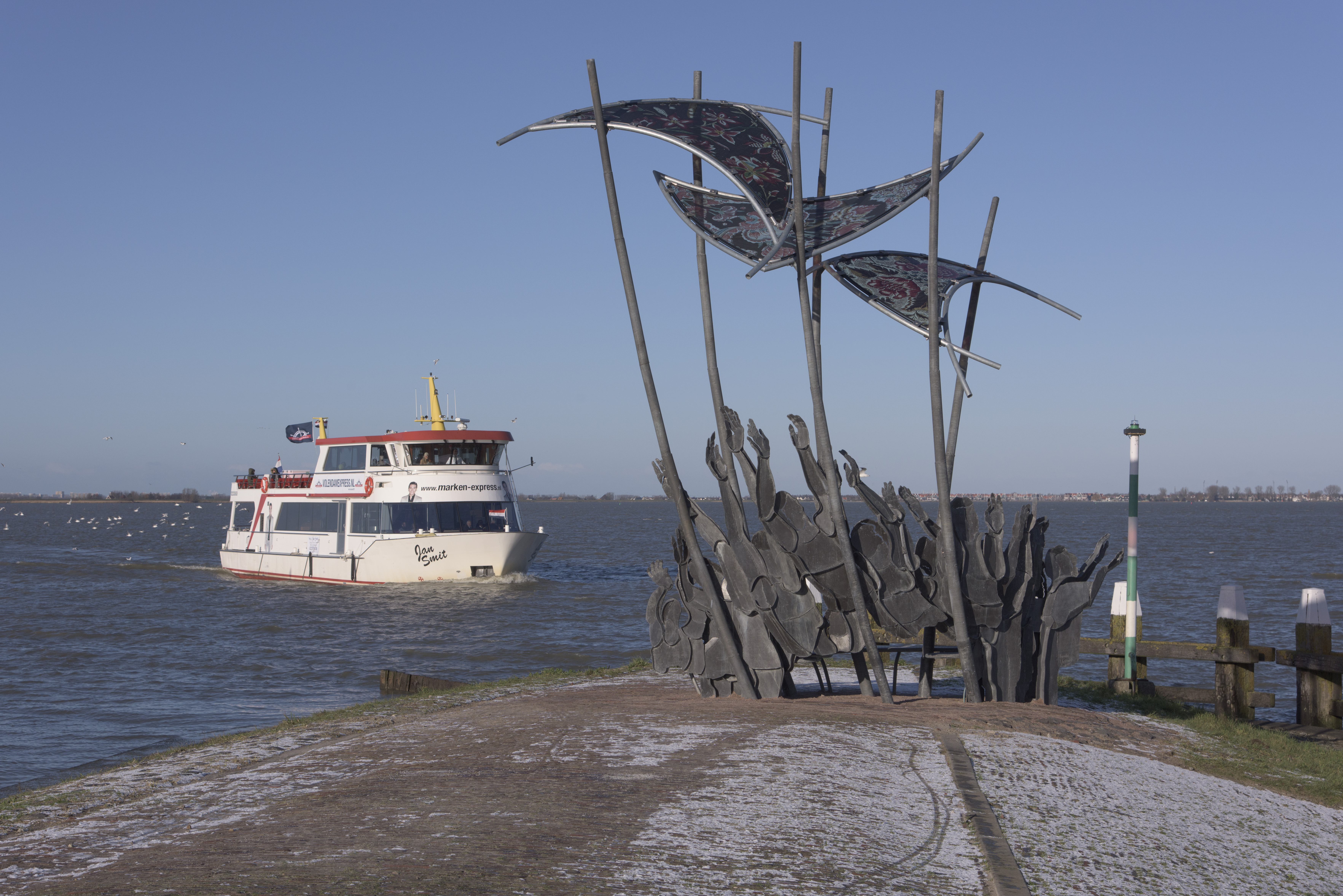
Monument Watersnood op Marken.

De stormvloed van 1916, Zuiderzeevloed van 1916 of Januari-vloed is een watersnoodramp die zich in de nacht van 13 op 14 januari 1916 in Nederland rond de Zuiderzee voltrok.

## Verloop
Op 13 en 14 januari 1916 stak een zware storm op in Nederland. In de weken ervoor stond er al een krachtige tot stormachtige zuidwesten- en westenwind waardoor veel water vanuit de Noordzee tegen de kust aan werd gestuwd en in de Zuiderzee stroomde. Het water in Noordzee en Zuiderzee stond daardoor al 30-70 centimeter hoger dan gewoonlijk. Op 11 januari was er ook een storm uit het noordwesten die het water verder opstuwde. 
Vanaf 13 januari trok er nogmaals een storm over, het gevolg van een lagedrukgebied bij IJsland. De wind kwam uit het noordwesten, waardoor nog meer Noordzeewater naar de Nederlandse kust werd gedreven. De storm hield lang aan, de wind bleef in Den Helder gedurende achttien uur ten minste windkracht 8 en maximaal 10 en bij Hoek van Holland werd zeven uur lang windkracht 11 gemeten.
Het water bereikte bij vloed op verschillende plaatsen, zowel in het Zuiderzeegebied als aan de Noordzeekust, een stand van meer dan drie meter boven NAP. Voor het Zuiderzeegebied werden de hoogste waterstanden rond vijf uur in de ochtend van 14 januari bereikt. Recordhoogtes werden gemeten in Spakenburg, Muiden, Zeeburg en Marken.
De stormvloed viel samen met een verhoogde waterstand in de bovenrivieren, daardoor nam de druk op winterdijken sterk toe. Er ontstonden op tientallen plaatsen dijkbreuken en er was op veel plaatsen schade aan het binnenbeloop en de bekleding van de dijken. In de provincie Noord-Holland vielen 21 doden, terwijl er bij diverse scheepsrampen nog eens 32 mensen omkwamen. Koningin Wilhelmina bezocht de getroffen gebieden.

## Doorbraken en overstromingen
Groningen
- Het zuidwestelijk deel van het eiland Rottumeroog kwam onder water te staan.

Friesland
- Buitenpolders (buitendijks gebied) nabij Holwerd en Oldelamer liepen onder.

Overijssel
- De dijken bleken te laag, daarnaast trad op veel plaatsen schade op aan de dijkbekleding.[3]
- Bij Zwolle liep de dijk Kleine Weezenland over.
- Bij Zwartsluis liep een dijk over.
- Langs het Zwarte Water en de Overijsselse Vecht liepen dijken over en moest opgekist worden.
- De Dronther overlaat liep gedurende 20 uur over en heeft het Overijsselse land op de linkeroever van de IJssel onder water gezet.

Gelderland
- Overal langs de Zuiderzee liepen dijken over.[4]
- Ten noorden van Elburg werd een gat in de dijk geslagen, hoewel deze niet geheel doorbrak.
- Ten oosten van Nijkerk ontstond een doorbraak.[3]
- Ten westen van Nijkerk waren twee doorbraken van elke circa 140 m en nog twee gaten van 75 m en 90 m breed.

Utrecht
- Ook in Utrecht werden meerdere gaten in dijken geslagen. Het land achter Spakenburg, Bunschoten en Zeldert tot aan Amersfoort werd overspoeld.

Noord-Holland
- Extreem hoog water langs de Zuiderzee vóór de ramp door aanhoudende noordwestenwind.
- Dagenlange regen had bovendien de - slecht onderhouden - dijken verslapt. In de ochtend van 14 januari 1916 joeg de wind het water over de Waterlandse Zeedijk, die bij Katwoude brak.[4] Hierdoor liep praktisch de hele regio Waterland onder.[5] Ook bij Uitdam en Durgerdam braken de dijken door. Tussen Zaandam, Purmerend en Edam tot aan het IJ bij Amsterdam-Noord had het water vrij spel.[6] Ook de verschillende polder- en ringdijken verdwenen goeddeels onder water.[7]
- De Purmer en Wijdewormer bleven droog,
- Het dieptepunt werd bereikt in de nacht van 22 op 23 februari met een noordoostelijke sneeuwstorm. Twee mannen verdronken op 18 februari in de Buikslotermeer toen zij zich niet langer aan een telefoonpaal konden vasthouden. Tussen de vluchtelingen in de kerk van Buiksloot glipte een meisje van vier het water in en verdronk. Daarnaast verdwenen vee, (huis)dieren en goederen in de golven.
- Ook het eiland Marken met zijn lage kades liep onder water. Huizen spoelden weg, er vielen 16 doden.[4]
- Tevens brak de Amsteldijk bij Anna Paulownapolder.[3] Hier kwamen twee mensen om het leven.

Zuid-Holland
- Rotterdam, Slikkerveer, Ridderkerk, Maassluis en Dordrecht liepen onder doordat de rivieren hun water door de hoge waterstand op zee niet meer kwijt konden.
- Bij Oostvoorne werd zes meter kust weggeslagen.
- De Biesbosch liep grotendeels onder. Tevens vond een doorbraak plaats bij Lage Zwaluwe waardoor een polder onder kwam te staan.
- Het water op de benedenrivieren kwam op verschillende plekken tot aan de kruin of sloeg er, zoals bij de Krimpenerwaard zelfs overheen.

## Nasleep

### Effecten rond de Zuiderzee
Journalist Minne van der Staal bezocht enkele dagen na de ramp de getroffen dorpen Marken, Bunschoten en Spakenburg. In opdracht van het Watersnood-Comité schreef hij later dat jaar het boek Januari-vloed. Enkele gemeenten raakten als gevolg van de door de watersnood veroorzaakte schade zo verarmd dat zij uit eigen beweging aansluiting vroegen bij de gemeente Amsterdam. Op 1 januari 1921 werden de gemeenten Buiksloot, Nieuwendam en Ransdorp in hun geheel geannexeerd door Amsterdam. In 2016 werd, 100 jaar na de ramp, op Marken een monument voor alle slachtoffers onthuld. Het monument, ontworpen door Linda Verkaaik, staat op de Hogedijk en kreeg de titel The Wave.
Cor Bruijn schreef een kinderboek over deze stormvloed in Waterland: De dijken breken.

### Zuiderzeewerken
Gerard Vissering, president van De Nederlandsche Bank, schreef in het Algemeen Handelsblad dat Nederland het Plan-Lely om de Zuiderzee af te sluiten moest uitvoeren. De Zuiderzeevereeniging organiseerde in Amsterdam een tentoonstelling hierover. Cornelis Lely diende op 9 september 1916 zijn definitieve ontwerp in. Deze ramp in combinatie met de voedselschaarste gedurende de Eerste Wereldoorlog leidde tot de totstandkoming van de Zuiderzeewet. De dijkversterkingen die naar aanleiding van de ramp werden uitgevoerd, waren in 1926 voltooid. In 1932 werd de Zuiderzee 'getemd' met de aanleg van de Afsluitdijk. Dit leidde echter ook tot het einde van de Zuiderzeevisserij.

### Overige effecten
De watersnood leidde ook tot de oprichting in 1921 van de stormvloedseindienst. In Noord-Holland werd het Hoogheemraadschap Noordhollands Noorderkwartier opgericht, dat het onderhoud van de dijken ten noorden van het Noordzeekanaal overnam van de kleinere waterschappen.

### Problemen bij Rotterdam
Alhoewel er in het Rijnmondgebied relatief weinig schade was, werd er wel een probleem geconstateerd. Bij de stormvloed van 1916 was de waterstand in Hoek van Holland vrijwel even hoog als in 1906 (302 en 297 cm boven NAP) maar in Rotterdam was het verschil veel groter (331 en 298 cm boven NAP). In de tussentijd was de Nieuwe Waterweg verdiept en waren er wat afsluitingswerken uitgevoerd. De vraag was dus of er wellicht door de verdieping van de Nieuwe Waterweg nog veel hogere waterstanden in Rotterdam zouden kunnen gaan voorkomen. De minister (Cornelis Lely) constateerde dat dit zowel technisch als politiek een moeilijk probleem was. Hij formeerde daarom een commissie waarin een aantal deskundigen van Rijkswaterstaat en het KNMI zaten, onder leiding van een gerespecteerd wetenschapper, de wiskundige (en sterrenkundige) prof. Van de Sande Bakhuyzen. De commissie heeft heel uitgebreid onderzoek gedaan en dit gerapporteerd in een lijvig en zeer goed onderbouwd rapport.
In eerste instantie werd geprobeerd het probleem rekenkundig op te lossen met een methode ontwikkeld door prof. De Vries Broekman van de TU Delft. Deze methode bleek echter als grote beperking te hebben dat het uitvoeren van de berekening met een mechanische rekenmachine te veel tijd zou vergen (de berekening van één enkele situatie zou ongeveer 2,5 jaar kosten). Men heeft daarom gekozen voor een meer empirische benadering van ir. C.W. Lely (de zoon van Cornelis Lely). Hieruit volgde dat de extra verhoging in Rotterdam bij deze specifieke storm het gevolg was van het feit dat de storm erg lang aanhield en er een grote bovenafvoer van de Rijn was. Hierdoor kon het water niet afgevoerd worden naar zee gedurende het laagwater tussen twee hoogwatertoppen. De verdieping van de Nieuwe Waterweg speelde een marginale rol, en de andere werken hadden zelfs een positief effect.  Een paar jaar later liep prof. Lorentz als voorzitter van een onderzoekscommissie met betrekking tot de verwachte waterstanden na aanleg van de Afsluitdijk tegen een vergelijkbaar probleem aan. Toen is ervoor gekozen om een kleine vereenvoudiging van het rekenschema te maken waarmee het probleem behapbaar werd - weliswaar nog steeds door de inzet van veel rekenaars. Deze oplossing werkte niet voor de benedenrivieren, omdat er geen rivierafvoer in de berekening gebracht kon worden. Pas rond 1930 kon dit probleem door het werk van Mazure en Van Veen opgelost worden.